# Dokumentärmakare
En dokumentärmakare är en dokumentärfilmare eller en skapare av radiodokumentärer.